# Cratere Olbers
Olbers  è il nome di un cratere lunare da impatto intitolato al astronomo, fisico e medico tedesco Heinrich Wilhelm Matthäus Olbers, che giace all'estremità occidentale dell'Oceanus Procellarum, vicino al bordo della Luna. Olbers si trova a nord-ovest del cratere Hevelius, ed a nord dell'ormai quasi scomparso cratere Hedin. Più a sud si trova il cratere Riccioli. Per la sua posizione, questo cratere appare assai allungato, per effetto prospettico, e risulta di difficile osservazione da terra.
Il bordo è moderatamente eroso, con spaccature a nord, est ed a sud. Il pianoro interno è relativamente piano, in particolare verso est, e non presenta impatti degni di nota. Sono presenti depositi di materiale appartenenti alla raggiera del vicino cratere Glushko.

## Crateri correlati
Alcuni crateri minori situati in prossimità di Olbers sono convenzionalmente identificati, sulle mappe lunari, attraverso una lettera associata al nome.
| Olbers | Latitudine | Longitudine | Diametro |
| ------ | ---------- | ----------- | -------- |
| B      | 6,8° N     | 74,1° W     | 16 km    |
| D      | 10,2° N    | 78,2° W     | 116 km   |
| G      | 8,4° N     | 74,5° W     | 10 km    |
| H      | 8,7° N     | 74,4° W     | 8 km     |
| K      | 6,8° N     | 78,2° W     | 24 km    |
| M      | 8,0° N     | 81,2° W     | 33 km    |
| N      | 9,0° N     | 79,7° W     | 22 km    |
| S      | 6,8° N     | 76,7° W     | 21 km    |
| V      | 9,1° N     | 73,0° W     | 7 km     |
| W      | 5,9° N     | 81,5° W     | 18 km    |
| Y      | 6,5° N     | 83,6° W     | 21 km    |

I seguenti crateri sono stati rinominati dall'Unione Astronomica Internazionale:
- Olbers A — vedi cratere Glushko.